# Amblyseius dorsatus
Amblyseius dorsatus är en spindeldjursart som beskrevs av Muma 1961. Amblyseius dorsatus ingår i släktet Amblyseius och familjen Phytoseiidae. Inga underarter finns listade i Catalogue of Life.